# 日光機場
《日光機場》是許茹芸第4張國語專輯，於1997年5月27日發行。

## 專輯文案
只是在黎明當我醒來的時候，聽著巴黎街頭駛過的車聲，我的記憶才會活動
那個夏天帶著它的一切往事又出現在我的心頭。然後有些什麼東西從我心頭昇起，
我閉著眼睛，喚著它的名字歡迎：日安，憂鬱！

莎岡 「日安　憂鬱」

## 曲目
1、日光機場
曲：郭子；詞：許常德；編曲：惠元；製作人：劉天健/徐德昌
2、破曉
曲：郭子；詞：許常德；編曲：王豫民；製作人：劉天健/徐德昌
3、愛在黑夜
曲：劉天健；詞：許常德；編曲：王豫民；製作人：劉天健/徐德昌
4、金絲雀
曲：許茹芸；詞：王中言；編曲：陳飛午；製作人：袁惟仁
5、心蝕
曲：陳小霞；詞：姚若龍；編曲：王豫民；製作人：袁惟仁
6、我怕我的心變老
曲：Cat Stevens；詞：鄔裕康；編曲：張翰群；製作人：Peter Wong
原曲：Cat Stevens 的「Sad Lisa」
7、給我一分鐘不想你
曲：陳曉娟；詞：王中言；編曲：涂惠元；製作人：陳曉娟
8、寂寞海岸
曲：郭子；詞：許常德；編曲：王豫民；製作人：郭子
9、明天的回憶
曲：劉天健；詞：許常德；編曲：屠穎；製作人：劉天健/徐德昌
10、散步
曲：梁文福；詞：梁文福；編曲：錢幽蘭；製作人：Peter Wong
11、釋放自我
曲：許茹芸；詞：許茹芸；編曲：陳飛午；製作人：Peter Wong
12、讓你走
曲：許茹芸；詞：許茹芸；編曲：涂惠元；製作人：許茹芸

## 音樂錄影帶
| 歌曲名稱                                | 導演   | 附註     |
| --------------------------------------- | ------ | -------- |
| 日光機場 （页面存档备份，存于）         | 林錦和 | 首波主打 |
| 破曉 （页面存档备份，存于）             | 林錦和 | 第二主打 |
| 愛在黑夜 （页面存档备份，存于）         | 林錦和 | 第三主打 |
| 讓你走 （页面存档备份，存于）           | 林錦和 | 第四主打 |
| 給我一分鐘不想你 （页面存档备份，存于） |        | 第五主打 |
| 金絲雀 （页面存档备份，存于）           | 林錦和 | 第六主打 |
| 心蝕 （页面存档备份，存于）             | 善妮   | 第七主打 |